# Carmichaelus
Carmichaelus is een geslacht van hooiwagens uit de familie Sclerosomatidae.
De wetenschappelijke naam Carmichaelus is voor het eerst geldig gepubliceerd door Roewer in 1929. 

## Soorten
Carmichaelus is monotypisch en omvat slechts de volgende soort:
- Carmichaelus maculatus